# Spheciospongia excentrica
Spheciospongia excentrica är en svampdjursart som först beskrevs av Burton 1931.  Spheciospongia excentrica ingår i släktet Spheciospongia och familjen borrsvampar. Inga underarter finns listade i Catalogue of Life.